# Bazinga rieki
Bazinga rieki è una specie di Rhizostomeae, unica conosciuta del genere Bazinga, scoperta nel 2013 sulla costa orientale dell'Australia. La biologa marina Lisa-Ann Gershwin, assieme a Peter Davie, descrisse l'animale nel 2013, dall'olotipo trovato nel Nuovo Galles del Sud.
Bazinga rieki non poteva essere inserito in nessuna delle famiglie né sottordini dell'ordine delle Rhizostomeae, così vennero definiti anche la famiglia delle Bazingidae e il sottordine delle Ptychophorae.
Il nome del genere, Bazinga, deriva dall'espressione utilizzata da Sheldon Cooper, personaggio della serie televisiva The Big Bang Theory, che significa "ti ho fregato!". Si suppone, infatti, che la specie non fosse stata ancora scoperta in quanto l'animale, per le sue piccole dimensioni, veniva sempre scambiato per un esemplare giovane di un'altra specie.